# Chester Gustav Nordik (Nielsen)
Chester Gustav Nordik født Nielsen (4. juli 1909 på Østerbro, død 27. december 1956) var en dansk cykelsmed/cykelhandler.
Han påmønstrede et skib i Finland som 16-årig og sejlede som opvarter. Under opholdet i USA var han i US Navy.
I 1936 vendte han tilbage til Danmark, hvor han aftjente sin værnepligt i Søværnet på Flådestation Holmen.
1939 mødte han Ellen der arbejdede i køkkenet på KFUM; de blev efterfølgende gift.
Under 2. verdenskrig kom han ind i modstandsbevægelsen, under Holger Danske.
Han blev arresteret i 1944 og sendt først til Frøslevlejren og efterfølgende i KZ–lejrene Neuengamme og Sangerhausen.